# Muhammad Gheddafi
Muhammad Gheddafi (in arabo محمد القذافي‎?, Muhammad al-Qadhdhāfī; Tripoli, 15 marzo 1971) è un dirigente sportivo e dirigente d'azienda libico, già presidente del Comitato Olimpico Libico e della società di telecomunicazioni Libyana prima della guerra civile del 2011. È il primogenito di Muʿammar Gheddafi, defunto capo di Stato libico. Attualmente vive in Oman insieme alla matrigna e ai fratellastri.

## Biografia
Primogenito di Muʿammar Gheddafi e della sua prima moglie Fāṭima, ha conseguito nel 2006 un dottorato in Ingegneria e Gestione presso l'Università di Liverpool. È presidente del Comitato Olimpico Libico, della General Posts and Telecommunications Company (GPTC) e delle società Libyana e Libya Telecom and Technology Company (controllate dalla GTPC), nonché Segretario Generale del Comitato del Popolo dell'Autorità Generale per l'Informazione e le Telecomunicazioni.
Al contrario degli altri fratelli, non occupa posizioni di rilievo nel Governo, né si occupa di politica. Da lungo tempo si era dichiarato "non interessato" a succedere al padre alla guida del Paese. Assurse brevemente all'onore delle cronache nel 2006, quando chiese a Papa Benedetto XVI di convertirsi all'Islam, considerando insufficienti le sue scuse per il discorso tenuto durante la lectio magistralis di Ratisbona.
Ha avuto un ruolo limitato durante la Guerra civile libica: la GTPC, da lui presieduta, ha imposto il blocco immediato di Internet il 19 febbraio 2011, quattro giorni dopo l'inizio delle proteste. Il 13 giugno, è apparso brevemente in televisione al fianco del padre Muʿammar, in qualità di capo del Comitato Olimpico Libico, in occasione della visita del Presidente della Federazione Internazionale degli Scacchi Kirsan Iljumžinov.
Il 21 agosto 2011, si è arreso alle forze del Consiglio nazionale di transizione, durante la seconda battaglia di Tripoli. Il suo arresto è avvenuto durante una intervista telefonica che Gheddafi stava rilasciando ad Al Jazeera, bruscamente interrotta da un breve conflitto armato, nel corso del quale un militante del CNT è rimasto ucciso e una guardia del corpo di Gheddafi è stata ferita. Assieme a lui, sono stati tratti in arresto anche sua madre Fāṭima, la moglie e i figli, che vivevano con lui. Il 22 agosto però riesce a fuggire, con l'aiuto di alcuni lealisti.
Il 29 agosto 2011, intorno alle 08:45 UTC+1, attraversa il confine e ripara in Algeria assieme alla matrigna Safia Farkash, ai fratellastri Hannibal, Aisha e Hanna e i rispettivi figli. La notizia viene annunciata dal Ministro degli Esteri algerino Mourad Medelci e confermata dall'Ambasciatore algerino presso l'ONU Mourad Benmehidi, che afferma che erano stati "accolti per motivi umanitari".
Al 2015 risulta essere rifugiato in Oman insieme alla matrigna e ai fratellastri.